# Pat Beckford
Pat Beckford (Reino Unido, 6 de agosto de 1965) es una atleta británica retirada especializada en la prueba de 4x400 m, en la que ha conseguido ser medallista de bronce europea en 1990.

## Carrera deportiva
Participó en las Olimpiadas de Seúl 1988 en la prueba de 400 metros, pero no consiguió ninguna medalla.
Dos años después, en el Campeonato Europeo de Atletismo de 1990 ganó la medalla de bronce en los relevos 4x400 metros, con un tiempo de 3:24.78 segundos, llegando a meta tras Alemania del Este y la Unión Soviética.